# Platania
Platania  község (comune) Olaszország Calabria régiójában, Catanzaro megyében.

## Fekvése
A megye északnyugati részén fekszik. Határai: Conflenti, Decollatura, Lamezia Terme és Serrastretta.

## Története
A települést a 16. században alapították Calabriában megtelepedő albánok, akiket a törökök űztek el országukból. A 19. század elején vált önálló községgé, amikor a Nápolyi Királyságban felszámolták a feudalizmust.

## Népessége
A népesség számának alakulása:

## Főbb látnivalói
- San Michele-templom
- Madonna del Riposo-templom
- Madonna dell’Immacolata-templom